# Gabriel de Lurieu
Gabriel-Zéphirin Gonyn de Lurieu, dit M. Gabriel, né le 7 brumaire an VIII dans l'ancien 1er arrondissement de Paris et mort dans le 16e arrondissement de Paris le 4 février 1889, est un auteur et dramaturge français.
Son frère Jules-Joseph-Gabriel Gonyn de Lurieu (1792-1869), avec lequel il est parfois confondu, fut également auteur dramatique. Il a notamment signé avec Armand d'Artois sous le pseudonyme collectif « Sapajou », et sous « J. Gabriel », « M. Jules », « Gabriel Lurieu » et « Monsieur Sapajou ».

## Biographie
Fils d'un capitaine de Dragons issu d'une famille de la petite noblesse (écuyer) du Forez, il se lance parallèlement à sa carrière d'inspecteur général des Etablissements de Bienfaisance de la Ville de Paris, dans l'écriture théâtrale. On lui doit de nombreuses pièces de théâtre et livrets d'opéras-comiques écrits pour la plupart en collaboration, notamment avec Théophile Marion Dumersan, Francis d'Allarde, Armand d'Artois, Nicolas Brazier, Eugène Scribe, Bernard Lopez, Élie Sauvage, Alexis Wafflard, Théodore-Ferdinand Vallou de Villeneuve, Auguste-Michel Benoît Gaudichot Masson, Adolphe Charles Adam, Emmanuel Théaulon.
Il avait épousé en 1823 à Paris 7e sa cousine Louise-Charlotte Gonyn de Lurieu, fille d'un ancien officier devenu magistrat.

À l'annonce de sa mort, Jules Prével écrit, dans le Figaro du 7 février 1889 : 

« On annonce la mort d'un vieil auteur dramatique M. Gabriel de Lurieu. Il était âgé de 86 ans.
Tout en passant une grande partie de sa carrière dans l'administration, de Lurieu s'occupa beaucoup de littérature. Il a composé, de 1823 à 1858, des vaudevilles, des drames, des livrets d'opéras-comiques, dont plusieurs ont eu du succès. Les plus connus sont Un jour à Rome, la Prise de voile, Un cordon bleu, la Pêche aux beaux-pères, le Loup de mer, Angélique et Médor, les Percherons et les Trois Nicolas. »

## Théâtre
- Les Solliciteurs et les fous, Paris, Fages, 1818, 31 p., comédie en 1 acte et en prose, en collaboration avec Mélesville, représentée pour la première fois, à Paris, le 17 octobre 1818 sur le théâtre de la Porte-Saint-Martin (lire en ligne).
- Les Blouses ou La Soirée à la mode, Paris, J.-N. Barba, 1822, 31 p., vaudeville en 1 acte en collaboration avec Achille d'Artois et Emmanuel Théaulon, représentée pour la première fois, à Paris, le 29 juillet 1822 sur le théâtre des Variétés (lire en ligne).
- Le Gascon à trois visages, Paris, J.-N. Barba, 1824, 27 p., folie parade mêlée de vaudevilles, en collaboration avec Charles Honoré, représentée pour la première fois, à Paris, le 24 décembre 1823 sur le théâtre de la Porte-Saint-Martin (lire en ligne).
- La Couronne de fleurs, Paris, Quoy, 1825, 36 p., vaudeville en 1 acte en collaboration avec Nicolas Gersin et Jean-Baptiste-Charles Vial (lire en ligne).
- La Belle Écaillère, Paris, J.-N. Barba, 1836, 81 p., drame vaudeville en collaboration avec Emmanuel Théaulon, 27 septembre 1836 sur le théâtre de la Gaîté (lire en ligne).
- Crouton, chef d’école ou Le Peintre véritablement artiste, Paris, Nobis, 1837, 26 p., tableau en 1 acte mêlé de couplets, en collaboration avec Emmanuel Théaulon et Frédéric de Courcy, représentée pour la première fois, à Paris, le 11 avril 1837 sur le théâtre des Variétés (lire en ligne).
- La Dot de Cécile, Paris, Mevrel, 1837, 24 p., vaudeville en 2 actes en collaboration avec Emmanuel Théaulon et Angel, représentée pour la première fois, à Paris, le 30 octobre, 1837 sur le théâtre du Palais-Royal (lire en ligne).
- Argentine, Paris, J.-N. Barba, 1839, 22 p., comédie en deux actes, mêlée de couplets en collaboration avec Charles Dupeuty et Michel Delaporte, représentée pour la première fois, à Paris, le 23 septembre 1839 sur le théâtre du Palais-Royal (lire en ligne).
- Le Tambour et la Vivandière, Paris, Mlle Huet-Masson, 1816, 31 p., vaudeville historique en un acte, représenté pour la première fois, à Paris, le 9 octobre 1816 sur le théâtre du Vaudeville (lire en ligne).

## Livrets
- La Perle du Brésil, Paris, Michel Levy frères, 1851, 24 p., drame lyrique en trois actes, avec Sylvain Saint-Étienne, musique de Félicien David (lire en ligne).
- Les Trois Nicolas, Paris, Dubuisson, 1858, 36 p., opéra-comique en 3 actes, en collaboration avec Eugène Scribe et Bernard Lopez, musique de Louis Clapisson, créé le 16 décembre 1858 à l'Opéra-Comique salle Favart (lire en ligne).

## Distinctions
- Chevalier de la Légion d'Honneur (décret du 15 janvier 1839).
- Officier de la Légion d'Honneur (décret du 1er janvier 1853).
- Commandeur de la Légion d'Honneur (décret du 7 août 1869)[7].